# 拉西瓦镇
拉西瓦镇，是中华人民共和国青海省海南藏族自治州贵德县下辖的一个乡镇级行政单位。

## 行政区划
拉西瓦镇下辖以下地区：
罗汉堂村、尼那村、多拉村、曲卜藏村、昨那村、豆后浪村、叶后浪村、仍果村、尼那新村和曲乃海村。